# Trapari
Trapari falu Horvátországban, Pozsega-Szlavónia megyében. Közigazgatásilag Pleterniceszentmiklóshoz tartozik.

## Fekvése
Pozsegától légvonalban 9, közúton 11 km-re keletre, községközpontjától 8 km-re északra, a Pozsegai-medencében, Novoselci és Lakušija között fekszik. 

## Története
A település valószínűleg a török uralom idején is keletkezett. Középkori létezésének nincs nyoma. Muzulmán hitre tért horvátok lakták, akik a török kiűzése során 1687-ben Boszniába menekültek. 1697 körül Boszniából katolikus horvátok és pravoszláv szerbek települtek be. Ezeknek a családoknak a többsége hamar kihalt, mára csak egyetlen család leszármazottai maradtak fenn. 1698-ban „Trapari” néven 3 portával szerepel a török uralom alól felszabadított szlavóniai települések összeírásában. 1760-ban 10 ház állt a településen.
Az első katonai felmérés térképén „Dorf Traparie” néven található. Lipszky János 1808-ban Budán kiadott repertóriumában „Traparje” néven szerepel. Nagy Lajos 1829-ben kiadott művében „Traparje” néven 14 házzal, 72 katolikus és 35 ortodox vallású lakossal találjuk.
A településnek 1857-ben 57, 1910-ben 185 lakosa volt. 1910-ben a népszámlálás adatai szerint lakosságának 34%-a szerb, 25%-a magyar, 23%-a horvát,16%-a szlovák anyanyelvű volt. Pozsega vármegye Pozsegai járásának része volt. Az első világháború után 1918-ban az új szerb-horvát-szlovén állam, majd később (1929-ben) Jugoszlávia része lett. 1991-ben lakosságának 63%-a horvát, 32%-a szerb nemzetiségű volt. A településnek 2011-ben 178 lakosa volt.

## Lakossága
| Lakosság változása | Lakosság változása | Lakosság változása | Lakosság változása | Lakosság változása | Lakosság változása | Lakosság változása | Lakosság változása | Lakosság változása | Lakosság változása | Lakosság változása | Lakosság változása | Lakosság változása | Lakosság változása | Lakosság változása | Lakosság változása |
| ------------------ | ------------------ | ------------------ | ------------------ | ------------------ | ------------------ | ------------------ | ------------------ | ------------------ | ------------------ | ------------------ | ------------------ | ------------------ | ------------------ | ------------------ | ------------------ |
| 1857               | 1869               | 1880               | 1890               | 1900               | 1910               | 1921               | 1931               | 1948               | 1953               | 1961               | 1971               | 1981               | 1991               | 2001               | 2011               |
| 57                 | 56                 | 54                 | 238                | 175                | 185                | 145                | 153                | 169                | 187                | 239                | 222                | 202                | 209                | 179                | 178                |

## Oktatás
A településen a pleternicai elemi iskola területi iskolája működik.